# الشرف (النادرة)

تعديل مصدري - تعديل

الشرف محلة تابعة لقرية سايية، التابعة لعزلة الفجرة بمديرية النادرة إحدى مديريات محافظة إب في الجمهورية اليمنية، بلغ تعداد سكانها 122 حسب تعداد اليمن لعام 2004.